# Odžaci
Odžaci (em sérvio:  Оџаци) é uma cidade e também um município situados no Distrito Ocidental de Bačka, na província autônoma de Vojvodina, Sérvia. A cidade de Odžaci tem uma população de 8.795 pessoas, enquanto a população do município de Odžaci é de 30.196 pessoas (dados de 2011).